# Parafia Podwyższenia Świętego Krzyża w Trzebieży
Parafia pw. Podwyższenia Świętego Krzyża w Trzebieży – rzymskokatolicka parafia w Trzebieży. Należy do dekanatu Police, archidiecezji szczecińsko-kamieńskiej, metropolii szczecińsko-kamieńskiej. Erygowana 2 września 1946 roku.

## Historia
Po II wojnie światowej i likwidacji tzw. Enklawy Polickiej 2 września 1946 roku erygowano parafię pw. Podwyższenia Świętego Krzyża. Księgi parafialne prowadzone są od 1946 roku. Pierwszym duszpasterzem w powojennej Trzebieży zostaje ks. Mieczysław Mroczkowski, który przybyły z Nowego Warpna. 15 listopada 1946 powstał Chór Parafialny.

## Świątynie
- Kościół Podwyższenia Świętego Krzyża w Trzebieży - kościół parafialny

## Duszpasterstwo

### Proboszczowie parafii
1. ks. Mieczysław Mroczkowski 1946 - 1948
2. ks. Józef Kępka 1948 - 1951
3. ks. Paweł Karhanek 1951 - 1954
4. ks. Józef Król 1954 - 1956
5. ks. Jan Abramski 1956 - 1960
6. ks. Stanisław Pecnik 1960 - 1968
7. ks. Bronisław Janowski 1968 - 1980
8. ks. kan. dr Marian Wittlieb  1980 - 1989
9. ks. Tadeusz Walczyk 1989 - 1994
10. ks. dr płk Franciszek Kamiński 1994 - 2002
11. ks. mgr Mieczysław Wdowiak 2002 - obecnie